# 俄罗斯老移民
俄罗斯老移民是指在11至18世纪期間就已定居在俄罗斯北部（波莫爾人）、烏拉地區、西伯利亚（西伯利亚人）、俄羅斯遠東地區（堪察加人）和俄属美洲的俄羅斯人及其后裔。   他們當中有很多人跨民族通婚，並且將当地的语言词汇引入俄語以及接受西伯利亚原住民的文化。在蘇聯成立之前，他們很多人都是旧礼仪派教徒。